# Lupo Alberto: The Videogame
Lupo Alberto: The Videogame, meglio noto come Lupo Alberto, è un videogioco pubblicato nel 1990 per Amiga e Commodore 64, basato sulla striscia a fumetti Lupo Alberto. Venne realizzato dall'azienda italiana Idea Software, autrice anche di tie-in di altri celebri fumetti italiani, Cattivik e Sturmtruppen.
Una versione per Atari ST arrivò quasi al completamento, tranne le musiche, ma non venne mai pubblicata; è stata divulgata informalmente da uno degli sviluppatori solo nel 2015.
Nel gioco Lupo Alberto e Marta devono attraversare un percorso a piattaforme per riuscire finalmente ad appartarsi.
Allegato al gioco vi era un piccolo albo a fumetti con 10 strisce, ognuna mancante della vignetta finale: dopo aver terminato ciascuno dei 10 livelli del gioco viene visualizzata a tutto schermo, in bianco e nero, la vignetta mancante, che generalmente mostra i due protagonisti in situazioni imbarazzanti, costretti a cercare un nuovo rifugio nel livello successivo.

## Modalità di gioco
Il gioco è un tipico videogioco a piattaforme con schermata a scorrimento in direzione variabile. Ci sono 10 livelli di diversa ambientazione, perlopiù campagnola, che si sviluppano in orizzontale e in verticale, e si superano raggiungendo l'uscita.
Si può scegliere se controllare Alberto, Marta oppure tutti e due simultaneamente nella modalità a due giocatori. I due personaggi hanno caratteristiche diverse, ad esempio Marta può saltare leggermente più in alto. Entrambi possono camminare e fare salti, di altezza variabile e orientabili anche in volo. Occasionalmente possono ottenere anche armi e altri power-up come caschi protettivi e scarpe per andare più veloci.
In giro si incontrano gli altri animali della fattoria McKenzie; tutti fanno perdere una vita se vengono toccati, ma alcuni camminano per i fatti loro e altri danno la caccia ai giocatori, tra cui Mosè che è anche armato di fucile. I nemici si possono eliminare saltandoci sopra; questo li fa cadere dalla piattaforma, ma alcuni si aggrappano al bordo e risalgono pochi istanti dopo, e bisogna colpirli più volte per farli precipitare.